# Општи-грађански-календар-и-време
Општи-грађански-календар-и-време (Common-Civil-Calendar-and-Time, скраћено CCC&T или C&T) је предлог реформе календара. То је један од многих примера календара са преступном седмицом, календара који одржавају синхроност са соларном годином путем уметања читавих седмица уместо појединачних дана.
Dick Henry, професор астрономије на универзитету Универзитету Џонс Хопкинс, је 2004. предложио усвајање календара који он приписује Robert McClennon-у. Календар је врло сличан грегоријанском календару. Усклађеност са Земљином орбитом се одржава додавањем једног 7-дневног интеркаларног периода, по имену Newton, у неправилним интервалима од 5, 6 или 7 година. Обична година има 364 дана а преступна 371. Структура године би изгледала овако:
| Бр.   | Месец                        | Дана |
| ----- | ---------------------------- | ---- |
| 1     | Јануар                       | 30   |
| 2     | Фебруар                      | 30   |
| 3     | Март                         | 31   |
| 4     | Април                        | 30   |
| 5     | Мај                          | 30   |
| 6     | Јун                          | 31   |
| 7     | Newton (Преступна седмица) * | 7    |
| 7/8   | Јул                          | 30   |
| 8/9   | Август                       | 30   |
| 9/10  | Септембар                    | 31   |
| 10/11 | Октобар                      | 30   |
| 11/12 | Новембар                     | 30   |
| 12/13 | Децембар                     | 31   |

 *  У преступним годинама. Тада се такође мења за један навише и редни број месеци иза „Њутна“.
Почетак сваке године је у интервалу 28. децембар - 3. јануар. Пошто преступне године не следе неко једноставно правило, њихов попис се мора израчунати компјутером или очитати из одговарајуће таблице или алманаха. Списак постоји на интернету, ради се о годинима које садрже 53 ИСО седмице.
Хенри тврди да ће његов предлог успети тамо где остали нису, зато што одржава седмични циклус нетакнут и тиме поштује Четврту заповест. Такође уверава људе да је ово најбољи календар икада предложен и тражи од присталица других предлога да подрже прелаз на C&T.
Заступао је прелаз на овај календар 1. јануара 2006, јер су тада грегоријански и његов календар истовремено почињали годину.
Верзија календара Роберта Мекленона се од Хенријеве разликовала по томе што је имала једноставно правило за одређивање преступних година, налин оном из грегоријанског календара. Године чију су бројеви дељиви са 5 имају преступну седмицу, али не и оне године дељиве са 40, осим ако су такође дељиве са 400. Недостатак овог правила је то што Нова година варира 17 дана у односу на грегоријанску.

## Румунски предлог на православном конгресу 1923.
Научник Милутин Миланковић, члан српске делегације на конгресу православних цркава у Цариграду 1923, на коме се расправљало о календарском питању, тврди да је румунска делегација изнела календарски пројекат, који врло наликује претходно изложеном.
Пројект је изложио румунски сенатор Драгић (Dragici или Draghici), али Миланковић тврди да је „са друге стране дознао“ да је прави аутор пројекта „барон Бедеус из Сибиња" (Густав барон Бедеус из Херманштата, стари назив Сибиња). Структура године – дужине и распоред месеци и положај прекобројне седмице – истоветни су као код CCC&Т-а. Прекобројна недеља би се испуштала сваке четрдесете године и у размацима више категорије, како би се добила сагласност са дужином тропске године. Први дан Ускрса би био фиксиран на 29. април, без обзира на Месечеве мене.
Постоји и предлог календара који је лично Бедеус представио, у којем би месеци имали цео број седмица, тј. прва четири месеца би имала по 35 дана, а остали по 28, осим последњег у преступној години који би опет имао 35. Преступне године би биле овако распоређене: у 10 наврата свака пета и у 15 наврата свака шеста, чиме би се добило 25 преступних година од 140 и просечна дужина године од 365,25 дана, исто као у јулијанском календару.